# Хаук, Фредерик Хэмилтон
Фредерик Хэмилтон «Рик» Хаук (англ. Frederick Hamilton «Rick» Hauck; род. 11 апреля 1941, Лонг-Бич) — астронавт НАСА. Совершил три космических полёта: в качестве пилота на шаттле «Челленджер» — STS-7 (1983) и дважды в качестве командира экипажа на шаттле «Дискавери» — STS-51A (1984) и STS-26 (1988), кэптен ВМС США.

## Рождение и образование

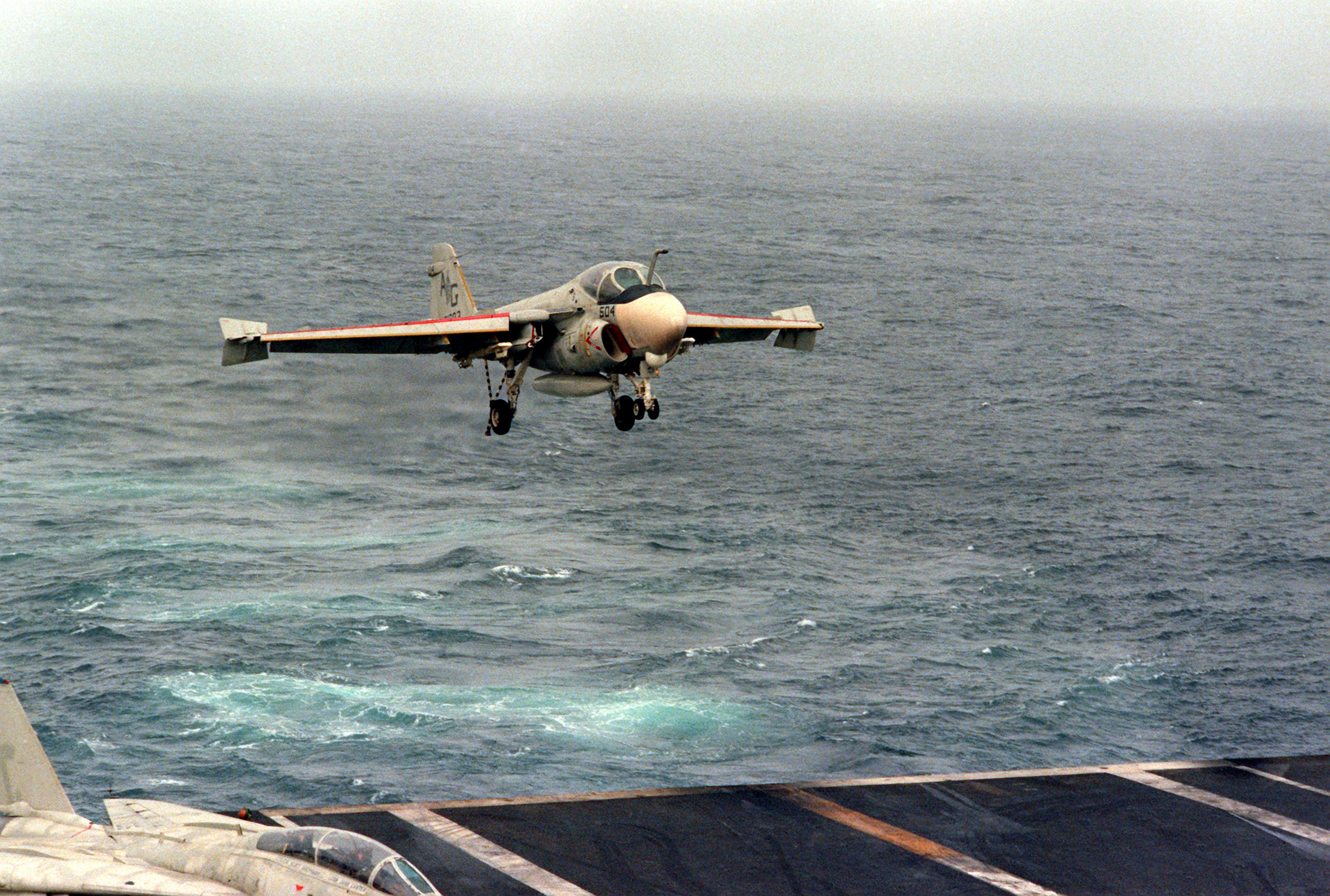
A-6E садится на палубу авианосца.

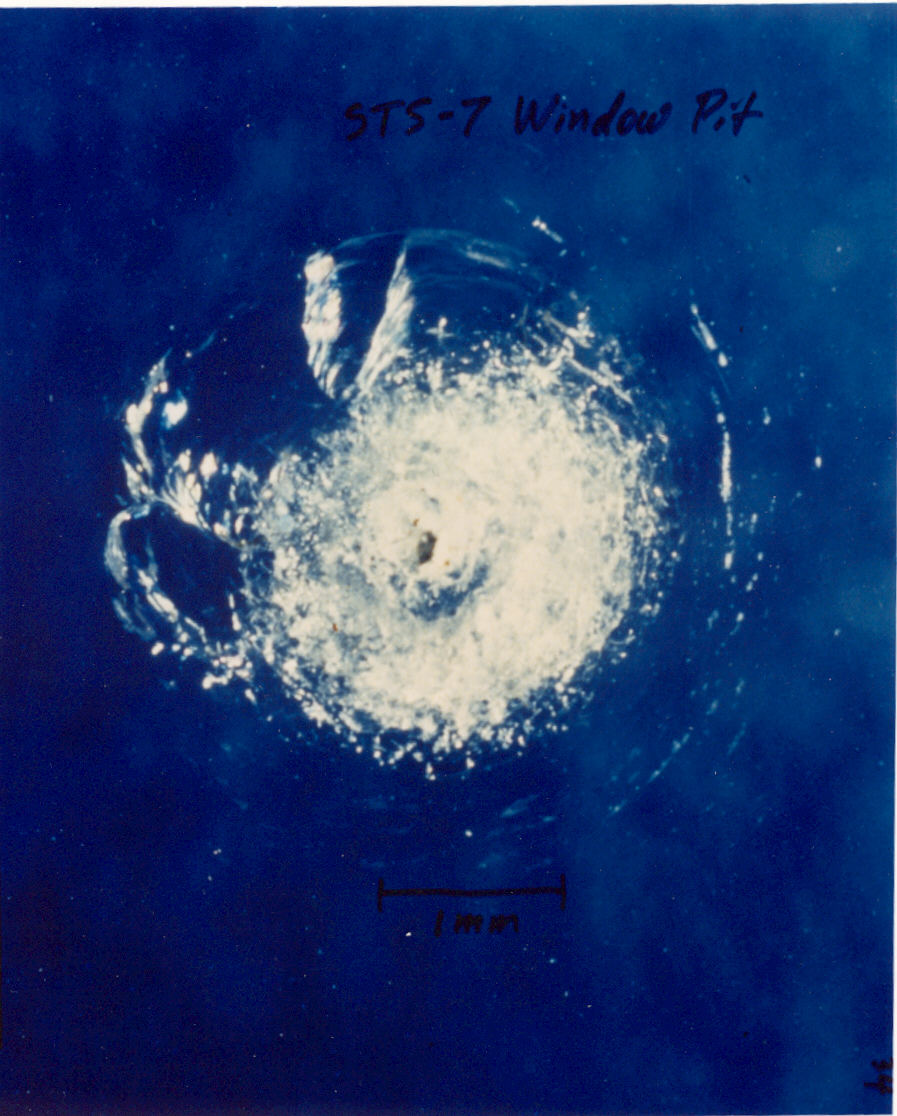
STS-7 — космический мусор.

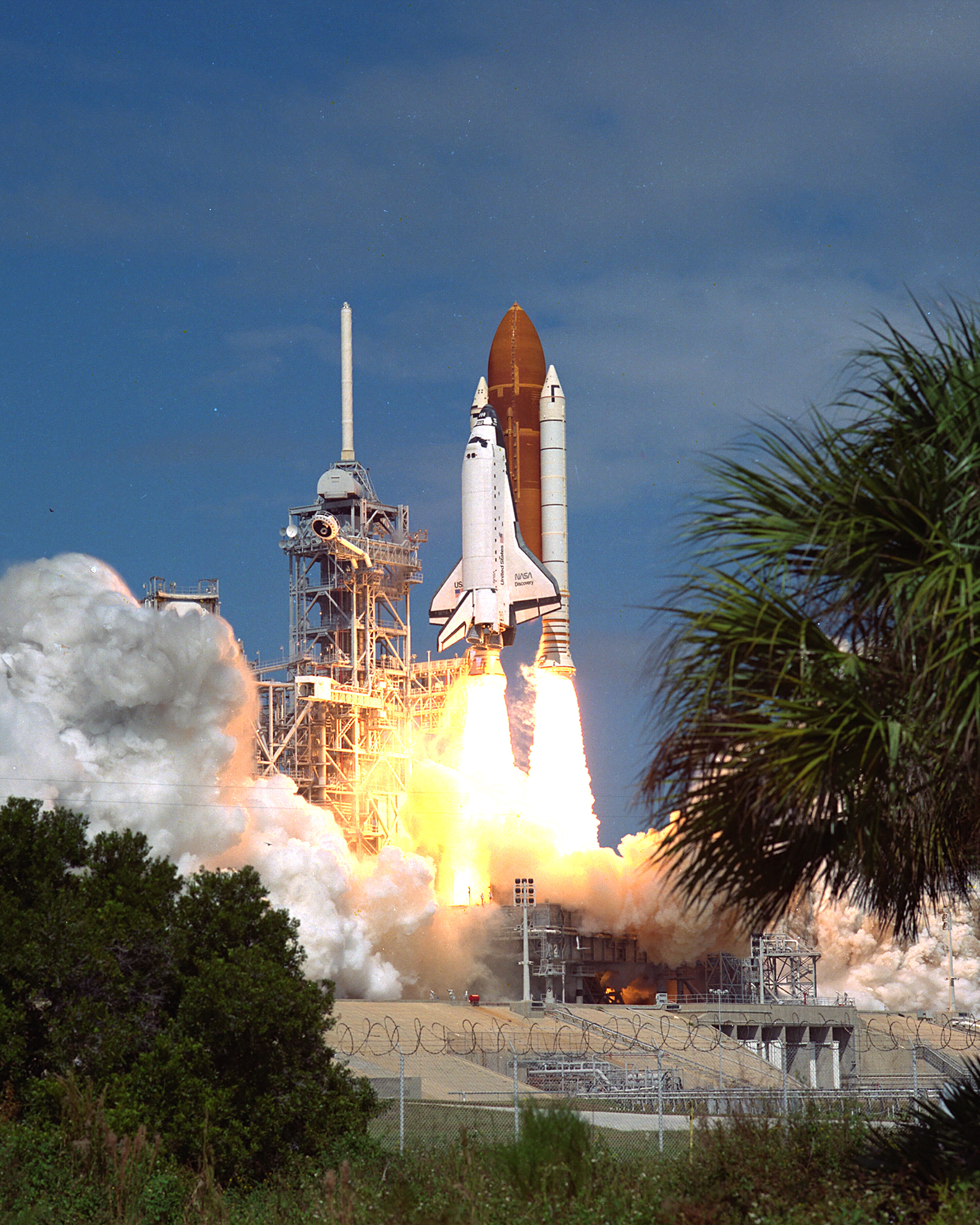
Стартует STS-26.

Родился 11 апреля 1941 года в городе Лонг-Бич, штат Калифорния, но своей родиной считает город Уинчестер, штат Массачусетс и Вашингтон (округ Колумбия). В 1958 году окончил школу высшей ступени Св. Альбана в Вашингтоне. В 1962 году окончил Университет Тафтса и получил степень бакалавра наук по физике.
В 1966 году в Массачусетском технологическом институте получил степень магистра наук по ядерной технике.

## Военная карьера
В 1962 году был призван на службу в ВМС США и направлен на авианосец «USS Warrington (DD-843)», где в течение 20 месяцев служил командиром боевой части связи и начальником боевого информационного Центра. В 1964 году в Аспирантуре ВМС США в городе Монтерей проходил дополнительную подготовку по математике и физике, а в 1965 году некоторое время изучал русский язык в Институте иностранных языков Министерства обороны.
В 1966 году был направлен на начальную летную подготовку на авиабазе Пенсакола во Флориде, и после получения квалификации пилота ВМС США в 1968 году был направлен на переподготовку на самолет A-6 на авиабазе Океания в Вирджинии. Служил в составе 35-й штурмовой эскадрильи в 15-м авиакрыле, принимал участие в походе в западную часть Тихого океана на борту авианосца U.S.S. Coral Sea (CVA-43), выполнил 114 боевых вылетов. С августа 1970 года служил в составе 42-й штурмовой эскадрильи, в качестве инструктора по вооружению. В 1971 году прошёл подготовку в Школе летчиков-испытателей ВМС США на авиабазе ВМС Пэтьюксент-Ривер в Мэриленде. Затем в течение 3-х лет служил в Лётно-испытательном центре ВМС был ведущим лётчиком-испытателем по испытанию систем автоматической посадки самолетов A-6 Intruder, A-7 Corsair II, F-4 Phantom и F-14 Tomcat. В 1974 году был назначен начальником оперативного отдела 14-го авиакрыла на авианосце U.S.S. Enterprise (CVN-65). Летал на самолетах the A-6, A-7 и F-14, участвовал в полётах с посадкой на авианосец в ночных условиях. После краткосрочной службы в 128-й штурмовой эскадрилье в феврале 1977 года был направлен на службу старшим помощником командира в 145-ю штурмовую эскадрилью. Общий налёт составляет 5 500 часов. Вышел в отставку 1 июня 1990 года, в звании кэптена (капитана I ранга ВМС).

## Космическая подготовка
16 января 1978 года зачислен в отряд астронавтов НАСА в ходе 8-го набора. По завершении курса общекосмической подготовки (ОКП) в августе 1979 года был зачислен в Отдел астронавтов в качестве пилота шаттла. Входил в экипаж поддержки STS-1 и STS-2, был оператором связи с экипажем во время полета STS-2.

## Космические полёты
- Первый полёт — STS-7[3], шаттл «Челленджер». C 18 по 24 июня 1983 года в качестве пилота шаттла. Продолжительность полёта составила 6 суток 2 часа 25 минут[4].
- Второй полёт — STS-51A[5], шаттл «Дискавери». C 8 по 16 ноября 1984 года в качестве командира шаттла. Продолжительность полёта составила 7 суток 23 часа 46 минут[6].
- Третий полёт — STS-26[7], шаттл «Дискавери». C 29 сентября по 3 октября 1988 года в качестве командира шаттла. Продолжительность полёта составила 4 дня 1 час 1 минуту[8].

Общая продолжительность полётов в космос — 18 суток 3 часа 12 минут. Ушел из отряда астронавтов 3 апреля 1989 года.

## После полётов
После ухода из отряда астронавтов служил в министерстве ВМС начальником космических систем ВМС. В 2005 году стал членом Консультативного совета НАСА.

## Награды
Имеет награды: Медаль Министерства обороны «За выдающуюся службу» (США), трижды Медаль «За космический полёт» (1983, 1984 и 1988), Медаль «За отличную службу» (США), Орден «Легион почёта», Крест лётных заслуг (США), девять Воздушных медалей (США), Медаль «За выдающуюся службу» (НАСА), Золотая медаль имени Ю. А. Гагарина Международной авиационной федерации, Диплом имени В. М. Комарова Международной авиационной федерации, его имя внесено в Зал славы астронавтов.

## Семья
Жена — Долли Боуман. Дочь — Уитни Хаук Вуд (род. 06.03.1963), сын — Стивен Кристофер Хаук (род. 17.12.1964), офицер ВМС. Увлечения: катание на лыжах, плавание под парусом, реставрация старых автомашин.